# Phelliactis capricornis
Phelliactis capricornis is een zeeanemonensoort uit de familie Hormathiidae.
Phelliactis capricornis is voor het eerst wetenschappelijk beschreven door Riemann-Zurneck in 1973.